# Torneo europeo de clasificación para el Campeonato Mundial de Voleibol Femenino Sub-23 de 2017
El Torneo europeo de clasificación para el Campeonato Mundial de Voleibol Femenino Sub-23 de 2017 fue la I edición de este certamen de selecciones femeninas de voleibol pertenecientes a la Confederación Europea de Voleibol (CEV), se llevó a cabo del 27 al 31 de julio de 2016 en Vrnjačka Banja, Serbia, que fue asignada como sede en abril de 2016. Como la clasificación se desarrolló un año antes del campeonato mundial estuvo dirigido a las selecciones femeninas categoría sub-22.
El torneo fue organizado por la Federación de Voleibol de Serbia bajo la supervisión de la CEV y otorgó dos cupos al Campeonato Mundial de Voleibol Femenino Sub-23 de 2017 a los equipos que culminaron su participación en los dos primeros lugares.
Turquía e Italia obtuvieron los dos pases a la copa mundial sub-23 de 2017 al terminar en el primer y segundo lugar del torneo respectivamente. Estos dos países, además de Eslovenia como país anfitrión, serán los representantes europeos en el torneo mundial de 2017.

## Sede
| SC Vlade Divac |
| Capacidad: ?   |
|                |

## Equipos participantes
Seis selecciones confirmaron su participación en la competencia.
- Bulgaria
- Croacia
- Italia
- Polonia
- Serbia (local)
- Turquía

## Resultados
- Las horas indicadas corresponden al huso horario local de Serbia (Hora de verano de Europa central – CEST): UTC+2.

### Grupo único
– Clasificados al Campeonato Mundial de Voleibol Femenino Sub-23 de 2017.
|     |          | Partidos | Partidos | Partidos |     | Sets | Sets | Sets  | Puntos | Puntos | Puntos |
| Pos | Equipo   | PJ       | PG       | PP       | Pts | SG   | SP   | Ratio | PG     | PP     | Ratio  |
| --- | -------- | -------- | -------- | -------- | --- | ---- | ---- | ----- | ------ | ------ | ------ |
| 1   | Turquía  | 5        | 4        | 1        | 13  | 14   | 5    | 2.800 | 456    | 391    | 1.166  |
| 2   | Italia   | 5        | 4        | 1        | 11  | 13   | 6    | 2.166 | 440    | 419    | 1.050  |
| 3   | Bulgaria | 5        | 3        | 2        | 9   | 11   | 8    | 1.375 | 422    | 396    | 1.065  |
| 4   | Polonia  | 5        | 3        | 2        | 8   | 9    | 8    | 1.125 | 393    | 362    | 1.085  |
| 5   | Serbia   | 5        | 1        | 4        | 4   | 7    | 13   | 0.538 | 425    | 439    | 0.968  |
| 6   | Croacia  | 5        | 0        | 5        | 0   | 1    | 15   | 0.066 | 269    | 398    | 0.675  |

| Fecha       | Hora  | Partido  | Partido   | Partido  | Sets  | Sets  | Sets  | Sets  | Sets  | Puntuación total | Reporte |
| Fecha       | Hora  |          | Resultado |          | 1     | 2     | 3     | 4     | 5     | Puntuación total | Reporte |
| ----------- | ----- | -------- | --------- | -------- | ----- | ----- | ----- | ----- | ----- | ---------------- | ------- |
| 27 de julio | 15:00 | Polonia  | 0 – 3     | Italia   | 24-26 | 21-25 | 27-29 | -     | -     | 72 – 80          | Reporte |
| 27 de julio | 17:30 | Serbia   | 2 – 3     | Bulgaria | 25-22 | 25-17 | 21-25 | 22-25 | 9-15  | 102 – 104        | Reporte |
| 27 de julio | 20:00 | Turquía  | 3 – 0     | Croacia  | 25-18 | 25-11 | 25-16 | -     | -     | 75 – 45          | Reporte |
| 28 de julio | 15:00 | Italia   | 3 – 2     | Bulgaria | 22-25 | 20-25 | 26-24 | 25-14 | 15-11 | 108 – 99         | Reporte |
| 28 de julio | 17:30 | Croacia  | 1 – 3     | Serbia   | 25-20 | 9-25  | 19-25 | 15-25 | -     | 68 – 95          | Reporte |
| 28 de julio | 20:00 | Polonia  | 3 – 2     | Turquía  | 24-26 | 21-25 | 25-22 | 25-21 | 15-12 | 110 – 106        | Reporte |
| 29 de julio | 15:00 | Bulgaria | 3 – 0     | Croacia  | 25-11 | 25-12 | 28-26 | -     | -     | 78 – 49          | Reporte |
| 29 de julio | 17:30 | Serbia   | 0 – 3     | Polonia  | 20-25 | 23-25 | 11-25 | -     | -     | 54 – 75          | Reporte |
| 29 de julio | 20:00 | Turquía  | 3 – 1     | Italia   | 25-22 | 26-28 | 25-18 | 25-15 | -     | 101 – 83         | Reporte |
| 30 de julio | 15:00 | Polonia  | 0 – 3     | Bulgaria | 17-25 | 20-25 | 24-26 | -     | -     | 61 – 76          | Reporte |
| 30 de julio | 17:30 | Turquía  | 3 – 1     | Serbia   | 23-25 | 25-21 | 25-22 | 25-20 | -     | 98 – 88          | Reporte |
| 30 de julio | 20:00 | Italia   | 3 – 0     | Croacia  | 25-23 | 25-22 | 25-16 | -     | -     | 75 – 61          | Reporte |
| 31 de julio | 15:00 | Bulgaria | 0 – 3     | Turquía  | 24-26 | 20-25 | 21-25 | -     | -     | 65 – 76          | Reporte |
| 31 de julio | 17:30 | Serbia   | 1 – 3     | Italia   | 22-25 | 15-25 | 25-18 | 24-26 | -     | 86 – 94          | Reporte |
| 31 de julio | 20:00 | Croacia  | 0 – 3     | Polonia  | 13-25 | 18-25 | 15-25 | -     | -     | 46 – 75          | Reporte |